# Alan, Başçiftlik
Alan là một xã thuộc huyện Başçiftlik, tỉnh Tokat, Thổ Nhĩ Kỳ. Dân số thời điểm năm 2011 là 149 người.